# نهنگ‌های سرکمانی
نهنگ‌های سرکمانی (نام علمی: Balaena) سرده‌ای از آب‌بازسانان (نهنگ) از تیرهٔ نهنگان صاف (Balaenidae) است. Balaena یک سردهٔ تک‌نماد در نظر گرفته می‌شود، زیرا تنها یک گونه موجود نهنگ قطبی (B. mysticetus) دارد. در سال ۱۷۵۸ توسط لینه نام‌گذاری شد که در آن زمان، همه نهنگ‌های صاف (و سرکمانی) را به عنوان یک گونه واحد در نظر می‌گرفتند. از نظر تاریخی، هر دو تیرهٔ Balaenidae و سردهٔ Balaena با نام مشترک «نهنگ صاف» شناخته می‌شدند، اما Balaena اکنون به عنوان نهنگ‌های سرکمانی شناخته می‌شود.

## آرایه‌شناسی
- نهنگ‌های سرکمانی Balaena
  - † Balaena affinis (پلیوسن؛ سازند صخره سرخ، انگلستان)
  - † Balaena montalionis (پیاسنزین؛ کاسینا، ایتالیا).
  - Balaena mysticetus، نهنگ سرکمانی (پلیستوسن پسین تا دوره مدرن)
  - † Balaena ricei (پیاسنزین؛ چاله برنج، سازند یورک تاون، ویرجینیا، ایالات متحده آمریکا).

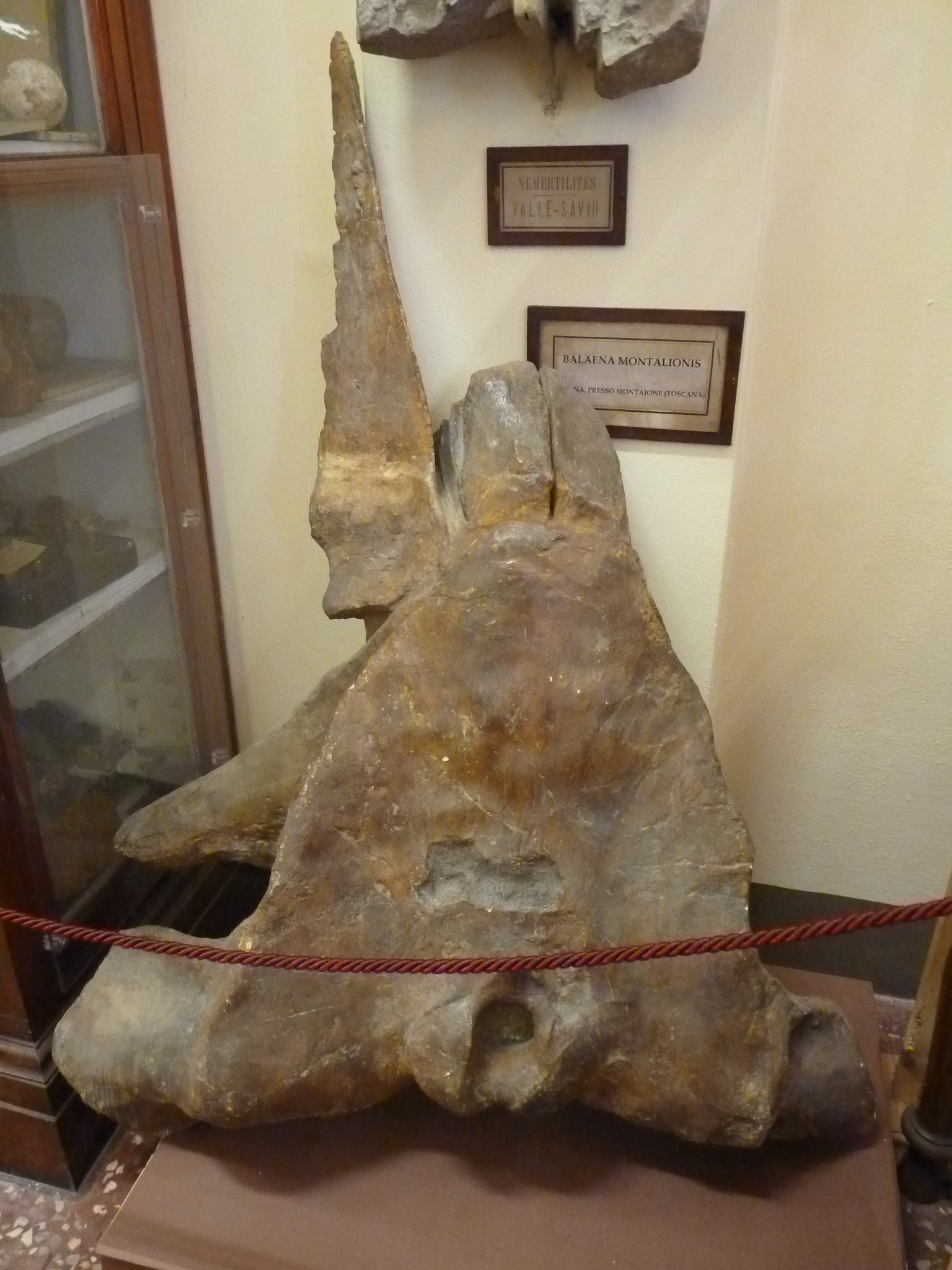
Balaena montalionis